# 직수뇨관류
직수뇨관류(直輸尿管類, Orthurethra)는 공기 호흡하는 육상 달팽이 분류군의 하나로, 병안류에 속하는 육상 유폐류 복족류 연체동물이다.
2005년 부쉐와 로크루아의 복족류 분류는 직수뇨관류를 비공식군 병안류에 속하는 분류군의 하나로 취급했다.

## 하위 분류
직수뇨관류에 속하는 상과 및 과는 아래와 같다.(멸종된 과는 분류명 앞에 다거(Dagger, †) 기호를 붙였다.)
- 파르툴라상과 (Partuloidea)
  - 파르툴라과 (Partulidae)
  - 드라파르나우디아과 (Draparnaudiidae)
- 큰달팽이상과 (Achatinelloidea)
  - 큰달팽이과 (Achatinellidae)
- 반디고둥상과 (Cochlicopoidea)
  - 반디고둥과 (Cochlicopidae)
  - 아마스트라과 (Amastridae)
- 번데기고둥상과 (Pupilloidea)
  - 번데기고둥과 (Pupillidae)
  - 아르그나과 (Argnidae)
  - 콘드리나과 (Chondrinidae)
  - † Cylindrellinidae
  - 라우리아과 (Lauriidae)
  - 오르쿨라과 (Orculidae)
  - 평지달팽이아재비과 (Pleurodiscidae)
  - 쇠평지달팽이과 (Pyramidulidae)
  - 스펠라이오디스쿠스과 (Spelaeodiscidae)
  - 입고랑고둥과 (Strobilopsidae)
  - 실주름달팽이과 (Valloniidae)
  - 이빨번데기고둥과 (Vertiginidae)
- 입술대고둥아재비상과 (Enoidea)
  - 입술대고둥아재비과 (Enidae)
  - 케라스투스과 (Cerastidae)